# (200093) 1994 RJ26
(200093) 1994 RJ26 es un asteroide perteneciente al cinturón de asteroides, descubierto el 5 de septiembre de 1994 por Eric Walter Elst desde el Observatorio de La Silla, Chile.

## Designación y nombre
Designado provisionalmente como 1994 RJ26.

## Características orbitales
1994 RJ26 está situado a una distancia media del Sol de 2,297 ua, pudiendo alejarse hasta 2,614 ua y acercarse hasta 1,980 ua. Su excentricidad es 0,137 y la inclinación orbital 3,035 grados. Emplea 1272,19 días en completar una órbita alrededor del Sol.

## Características físicas
La magnitud absoluta de 1994 RJ26 es 17,4.